# بلدة هولند تشارتر (ميشيغان)
هولند تشارتر (بالإنجليزية: Holland Charter Township, Michigan)‏ هي بلدة تقع بولاية ميشيغان في الولايات المتحدة. تبلغ مساحتها 93 (كم²)، وترتفع عن سطح البحر 408 م، بلغ عدد سكانها 44351 نسمة في عام 2.4 حسب إحصاء مكتب تعداد الولايات المتحدة .

## وصلات خارجية
- - The US50 - Cities and Towns in Michigan State
- Michigan Cities and Towns, Facts, Map, Flag, Colleges, Government, and More